# Red Buttons
Red Buttons, né le 5 février 1919 à New York dans l'État de New York aux États-Unis et mort le 13 juillet 2006 à son domicile de Los Angeles d’une maladie vasculaire, est un acteur américain.
Il est surtout connu pour son rôle de Pockets, dans le film Hatari !, de Howard Hawks (1962), aux côtés de John Wayne puis dans le rôle du fameux John Steele, le malheureux parachutiste américain resté accroché au clocher de Sainte-Mère-Église dans le film Le Jour le plus long.

## Biographie

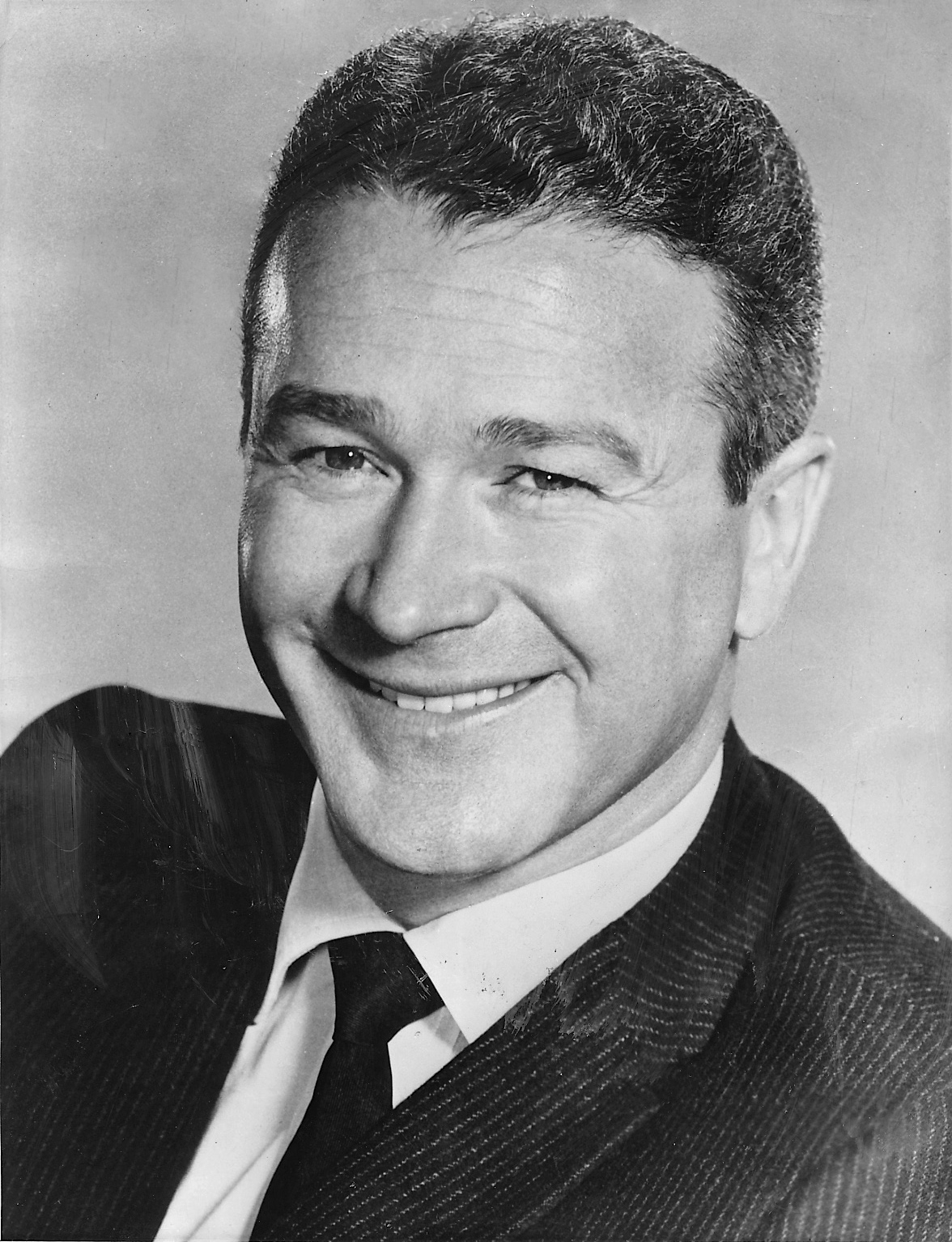
Red Buttons en 1959.

Aaron Chwatt est né le 5 février 1919 dans une famille juive qui habitait un quartier populeux à l'est de Manhattan. Il joue à Broadway en 1941. Mais les États-Unis entrent en guerre en décembre de la même année. mobilisé l’acteur est incorporé dans les Marines. Rendu à la vie civile il retrouve le théâtre et travaille aussi comme animateur et chanteur burlesque au sein d’orchestres de variété réputés. Il est engagé par une chaîne de télévision et anime sa propre émission à partir de 1952. Dans Le jour le plus long il campe John Steele, le parachutiste américain resté accroché au clocher de Sainte-Mère-Église.
Red Buttons tourne un dernier film en 2001: «Odessa or bust» de Brian Herskowitz. Marié trois fois, père de deux enfants, cet artiste complet à la personnalité peu commune, meurt le 13 juillet 2006 à Los Angeles, dans sa quatre-vingt huitième année.

## Filmographie
- 1944 : La Victoire des ailes de George Cukor : Whitey / Andrews Sister
- 1947 : 13, rue Madeleine d'Henry Hathaway : Second Jump Master
- 1957 : Sayonara de Joshua Logan : Airman Joe Kelly
- 1958 : Hansel and Gretel (en) (TV) : Hansel
- 1958 : Le Général casse-cou de George Marshall : Cpl. Chan Derby
- 1959 : Le Cirque fantastique de Joseph M. Newman : Randy Sherman
- 1961 : Un, deux, trois de Billy Wilder : MP sergeant
- 1962 : Hatari ! d'Howard Hawks : Pockets
- 1962 : Cinq Semaines en ballon d'Irwin Allen : Donald O'Shay
- 1962 : Le Jour le plus long : Pvt. John Steele
- 1962 : Chat, c'est Paris d'Abe Levitow : Robespierre (voix)
- 1963 : Les Astuces de la veuve de George Sidney : Uncle Cy
- 1964 : Your Cheatin' Heart (en) de Gene Nelson : Shorty Younger
- 1965 : Le Jour d'après de Robert Parrish : Pfc. Harry Devine
- 1965 : Harlow, la blonde platine de Gordon Douglas : Arthur Landau
- 1966 : La Diligence vers l'Ouest de Gordon Douglas : Peacock
- 1966 : The Double Life of Henry Phyfe (en) : Henry Wadsworth Phyfe
- 1969 : On achève bien les chevaux de Sydney Pollack : Sailor
- 1970 : George M! (en) (téléfilm) : Sam H. Harris
- 1970 : Cavale pour un magot (en) : Pipes
- 1971 : Who Killed Mary What's 'Er Name? (en) de Ernest Pintoff : Mickey
- 1972 : L'Aventure du Poseidon de Ronald Neame : James Martin
- 1973 : Alexander, Alexander : Alexander Foster
- 1975 : Wonder Woman : Ashley Norman / Carl
- 1975 : La Petite Maison dans la prairie,   épisode L’Homme de cirque : William O'Hara
- 1976 : Louis Armstrong - Chicago Style (téléfilm) : Red Cleveland
- 1976 : Gable and Lombard de Sidney J. Furie : Ivan Cooper
- 1977 : Le Casse-cou de Gordon Douglas : Ben Andrews
- 1977 : Peter et Elliott le dragon de Don Chaffey : Hoagy
- 1977 : Téléthon : Mart Rand
- 1978 : The Users (en) : Warren Ambrose
- 1978 : Movie Movie de Stanley Donen : Peanuts / Jinks Murphy
- 1979 : Rudolph and Frosty's Christmas in July (en) : Milton (voix)
- 1979 : C.H.O.M.P.S. de Don Chaffey : Bracken
- 1979 : L'Île fantastique (série télévisée, saison 2, épisode 23) : Cornélius
- 1980 : Power (téléfilm) : Solly Weiss
- 1980 : Le Jour de la fin du monde : Francis Fendly
- 1980 :The Dream Merchants (en) : Bruce Benson
- 1981 : Leave 'em Laughing (téléfilm) : Roland
- 1981 : Side Show : Harry
- 1982 : Off Your Rocker (téléfilm) : Seymour Saltz
- 1985 : Rendez-vous à Fairboroug (en) : Jiggs Quealy
- 1985 : Alice au pays des merveilles : White Rabbit
- 1987 : Côte Ouest : Al Baker
- 1988 : 18 Again! (en) de Paul Flaherty : Charlie
- 1990 : L'Ambulance de Larry Cohen : Elias Zacharai
- 1994 : Milliardaire malgré lui d'Andrew Bergman : Walter Zakuto
- 1995 : Urgences, épisodes 10 ; 11 ; 12 et 14 : Ruby Rubadoux
- 1999 : Une vie à deux de Rob Reiner : Arnie Jordan
- 2001 : Odessa or Bust de Brian Herskowitz (court métrage) : The Old Man
- 2005 : Urgences, épisode Monsieur Rubadoux : Ruby Rubadoux

## Distinctions
- Oscar du meilleur acteur dans un second rôle pour son personnage du sergent Joe Kelly dans Sayonara en 1957
- Golden Globes 1958 : Golden Globe du meilleur acteur dans un second rôle pour Sayonara

## Voix françaises
- Guy Piérauld dans :
  - Hatari !
  - Cinq Semaines en ballon
  - Le jour le plus long
  - Harlow, la blonde platine
  - La Diligence vers l'Ouest
  - On achève bien les chevaux
  - L'Aventure du Poséidon
  - Urgences (série télévisée)

- Philippe Dumat dans :
  - Peter et Elliott le dragon (Voix - 1er doublage)
  - La croisière s'amuse (série télévisée)

et aussi :
- Michel Gudin dans Sayonara
- Jacques Dynam dans Le Général casse-cou
- Roger Dumas dans Le Cirque fantastique
- René Renot dans Le Jour de la fin du monde
- Georges Riquier dans Côte Ouest (série télévisée)
- Roger Carel dans La Petite Maison dans la prairie (série télévisée)
- Henri Labussière dans L'Ambulance
- Roger Crouzet dans Milliardaire malgré lui
- Pierre-François Pistorio dans Peter et Elliott le dragon (Voix - 2e doublage)